# Мушерон, Фредерик де
Фредерик де Мушерон, известный как Старший (нидерл. Frederik de Moucheron; 10 мая 1633 год, Эмден — 2 января 1686 года, Амстердам) — голландский живописец «Золотого века голландской живописи». Мастер «итальянизированного пейзажа». Романист.

## Биография
Фредерик де Мушерон был сыном Балтазара де Мушерона и Корнелии ван Брукховен. Его отец происходил из знатной и богатой семьи французских виноторговцев из Нормандии, владел многими ремёслами, помимо прочего, был ещё и живописцем и, вероятно, первым учителем сына. Позднее Фредерик учился у художника-романиста Яна Асселина (1610—1652), который привил ему навыки «итальянизированного пейзажа».
В 1655 году Фредерик сначала уехал в Антверпен, а затем во Францию, вместе с Дирком Хельмбрекером несколько лет работал в Париже и Лионе, совершил поездки по Италии и Греции. После ещё одного недолгого пребывания в Антверпене он в 1659 году вернулся в Амстердам. В том же году он женился на Марике де Жудервиль, дочери художника-портретиста Исаака де Жудервиля. У них было одиннадцать детей, среди них Изак де Мушерон, названный в честь деда, который, как и его отец, стал художником-пейзажистом. Другой сын, Фредерик де Мушерон Младший также был живописцем-пейзажистом.
Фредерик де Мушерон был похоронен в Амстердаме 5 января 1686 года.

## Творчество
Фредерик де Мушерон считается одним из самых значительных мастеров голландского пейзажа после Якоба ван Рёйсдала. В основном он создавал лесные и горные «итальянизированные пейзажи», в которые другие художники, по обычаю того времени, вписывали фигуры людей и животных. Среди них были Дирк Хельмбрикер, Йоханнес Лингельбах, Адриан ван де Велде и Николас Берхем.
В своих пейзажах Мушерон с особенной любовью воспроизводил эффекты солнечного заката и серых облаков, иногда его картины напоминают пейзажи Яна Бота. Мушерон также расписывал стены интерьеров в домах богатых семей Амстердама. После смерти в 1678 году Виллема Схеллинкса Мушерон завершал многие из его картин и добавлял к ним фигуры.
Произведения художника представлены во многих европейских картинных галереях, в том числе в Галерее старых мастеров в Дрездене. В санкт-петербургском Эрмитаже хранится пять картин Фредерика де Мушерона.

## Галерея

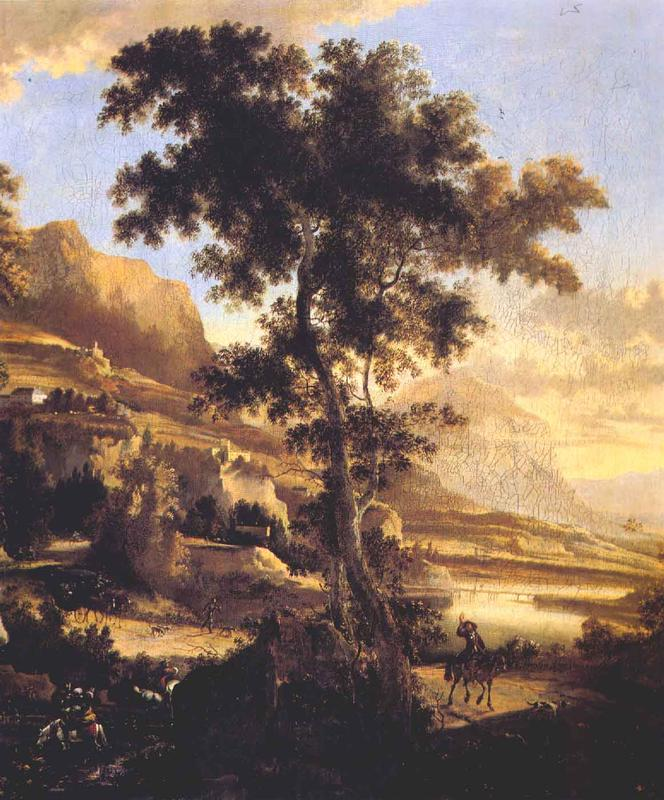
Пейзаж с всадником. 1670-е. Холст, масло
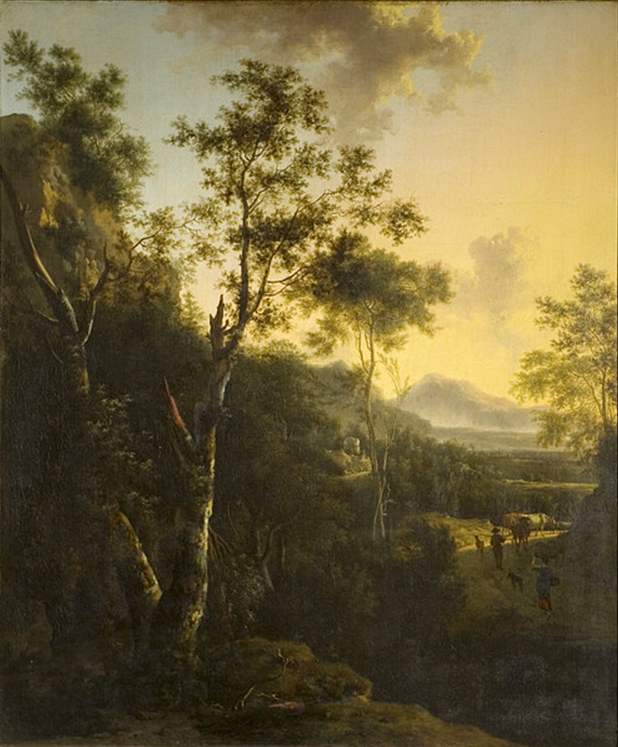
Горный пейзаж с фигурами и стадом. 1675. Холст, масло. Музей Виктории и Альберта, Лондон
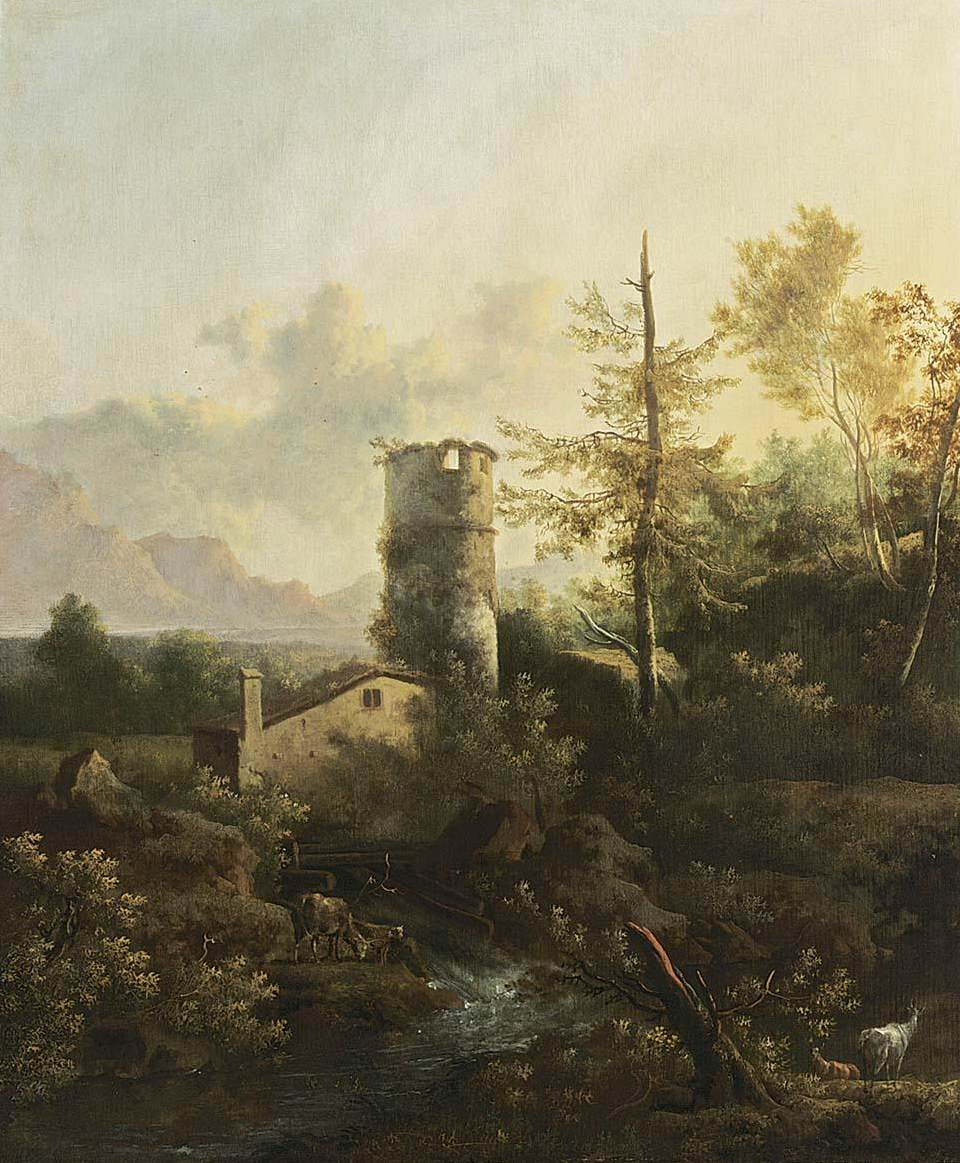
Вид реки в горном лесу. 1670-е. Дерево, масло. Частное собрание
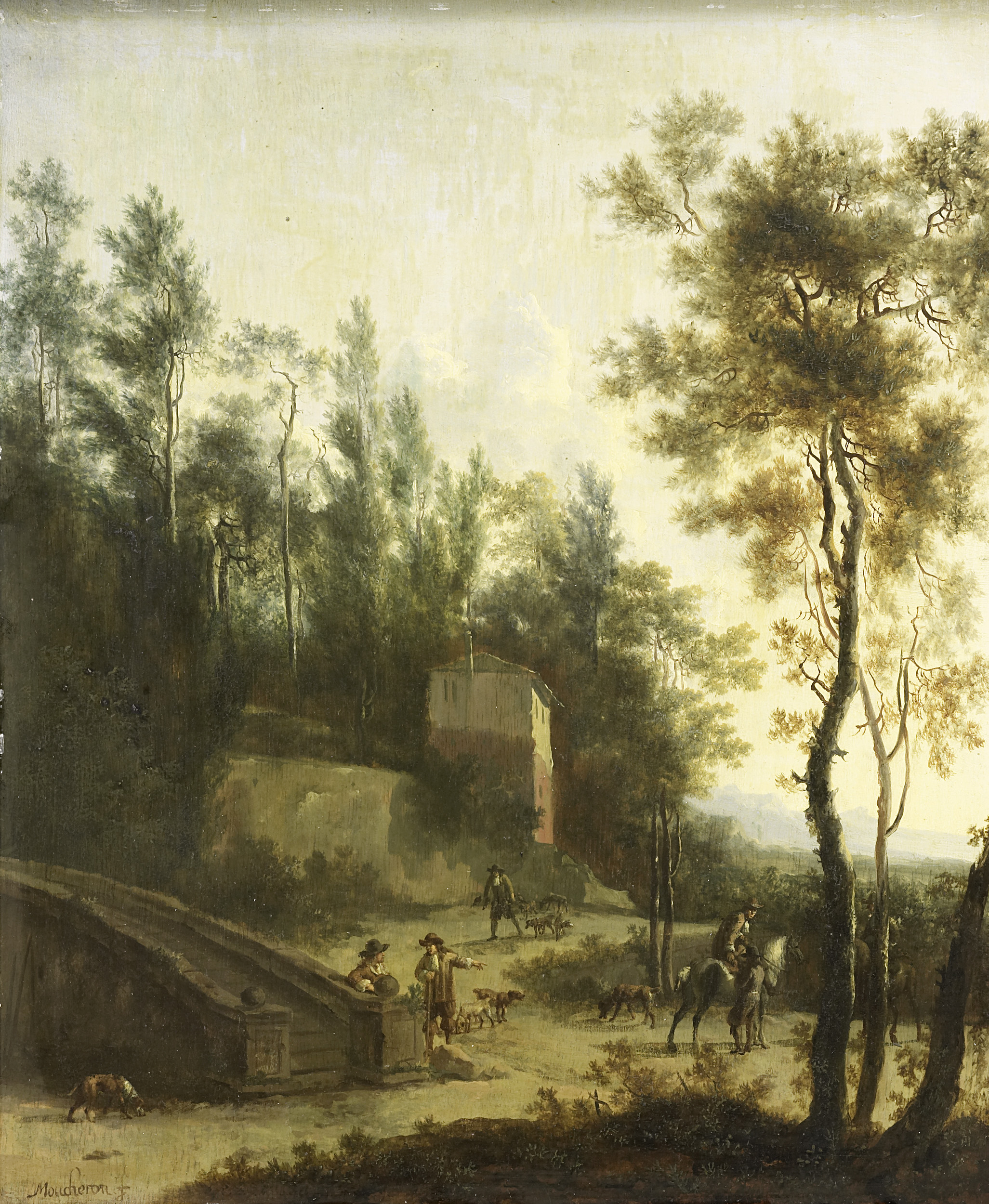
Итальянский пейзаж с охотниками. Между 1660 и 1686. Дерево, масло. Рейксмюсеум, Амстердам
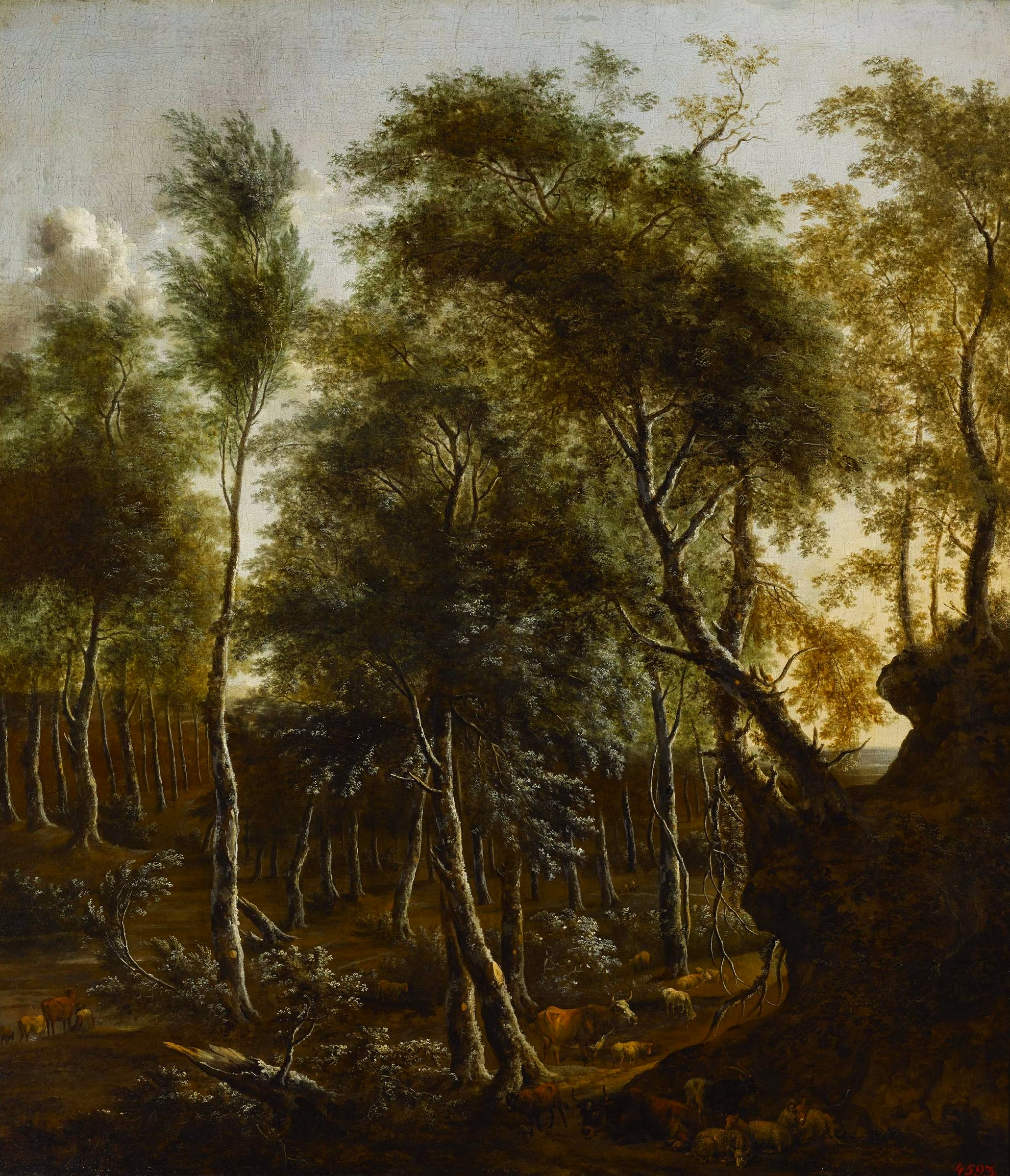
Лесной пейзаж. 1660-е. Холст, масло. Национальный музей, Варшава
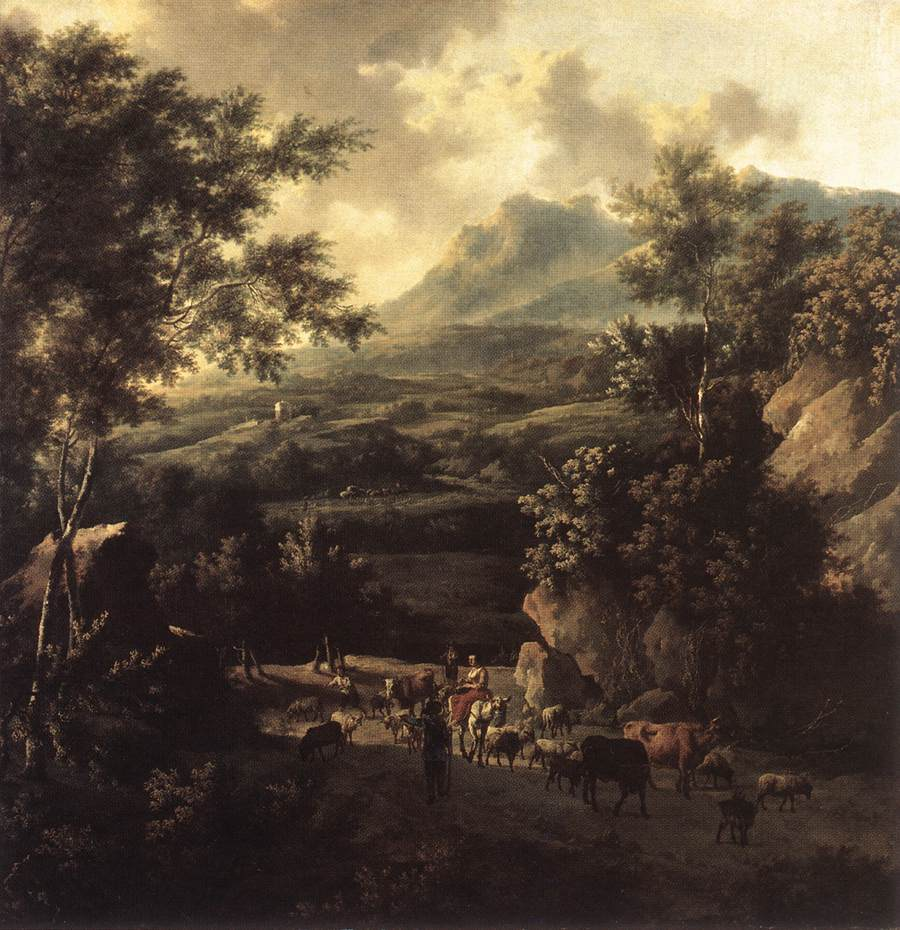
Сцена в горах со стадом. 1680-е. Холст, масло. Музей Вальрафа-Рихарца, Кёльн
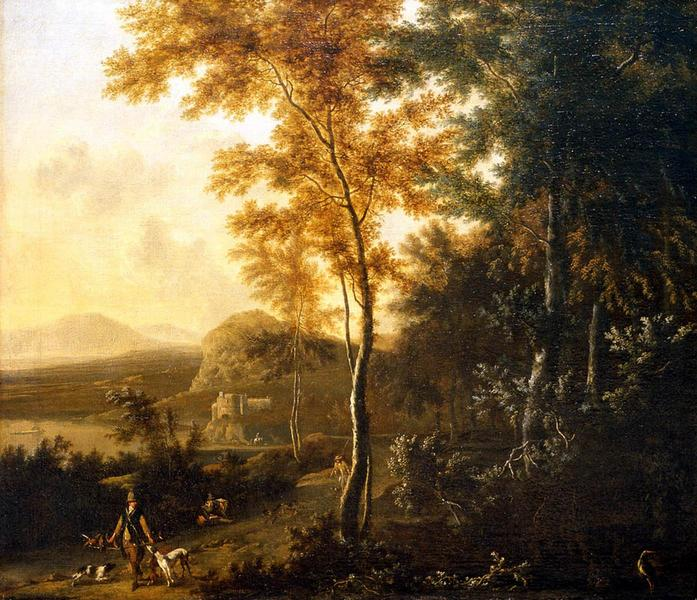
Лесная опушка с охотниками. 1660-е. Холст, масло. Музей изобразительного искусства, Страсбург
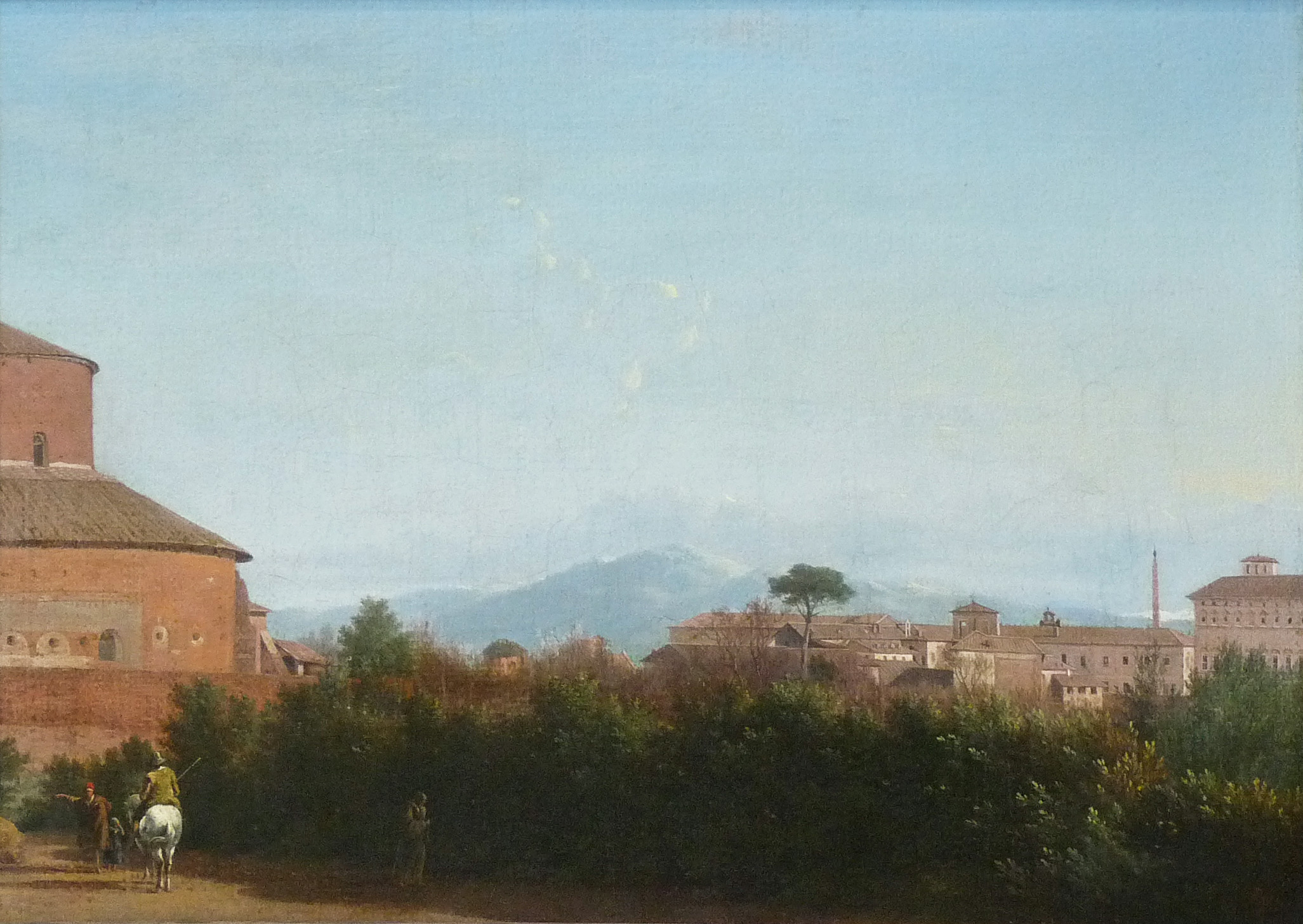
Римский пейзаж. Ок. 1655. Холст, масло. Музей изобразительного искусства, Страсбург